# Vernonia (Oregón)
Vernonia es una ciudad ubicada en el condado de Columbia en el estado estadounidense de Oregón. En el año 2000 tenía una población de 2.228 habitantes y una densidad poblacional de 558.6 personas por km².

## Geografía
Vernonia se encuentra ubicada en las coordenadas 45°51′35″N 123°11′21″O / 45.85972, -123.18917.

## Demografía
Según la Oficina del Censo en 2000 los ingresos medios por hogar en la localidad eran de $41,181, y los ingresos medios por familia eran $48,563. Los hombres tenían unos ingresos medios de $37,447 frente a los $24,219 para las mujeres. La renta per cápita para la localidad era de $16,647. Alrededor del 9.7% de la población estaban por debajo del umbral de pobreza.